# Arawa Kimura
Arawa Kimura (木村 現 Kimura Arawa?,  8 de julio de 1931 en Hiroshima, Hiroshima, Imperio del Japón - 21 de febrero de 2007 en Ebina, Kanagawa, Japón) fue un futbolista japonés que se desempeñaba como delantero.
Kimura jugó 6 veces para la selección de fútbol de Japón entre 1954 y 1955. También fue elegido para integrar la selección nacional de Japón para los Juegos Asiáticos de 1954.

## Trayectoria

### Clubes
| Club          | País  | Año  |
| ------------- | ----- | ---- |
| Kwangaku Club | Japón | ???? |
| Chudai Club   | Japón | ???? |

### Selección nacional
| Selección | País  | Año         |
| --------- | ----- | ----------- |
| Absoluta  | Japón | 1954 - 1955 |

## Estadística de equipo nacional
| Selección de Japón | Selección de Japón | Selección de Japón |
| Año                | Part.              | Goles              |
| ------------------ | ------------------ | ------------------ |
| 1954               | 2                  | 0                  |
| 1955               | 4                  | 1                  |
| Total              | 6                  | 1                  |

## Palmarés

### Títulos nacionales
| Título             | Club          | País  | Año  |
| ------------------ | ------------- | ----- | ---- |
| Copa del Emperador | Kwangaku Club | Japón | 1955 |